# Овод (спектакль)
«О́вод» — спектакль в жанре рок-мюзикла, поставленный Геннадием Егоровым в 1985 году на сцене Ленинградского государственного театра имени Ленинского комсомола. Спектакль был создан по мотивам одноимённого романа Этель Лилиан Войнич на либретто Алексея Яковлева и музыку композитора Александра Колкера.

## Сюжет и музыка

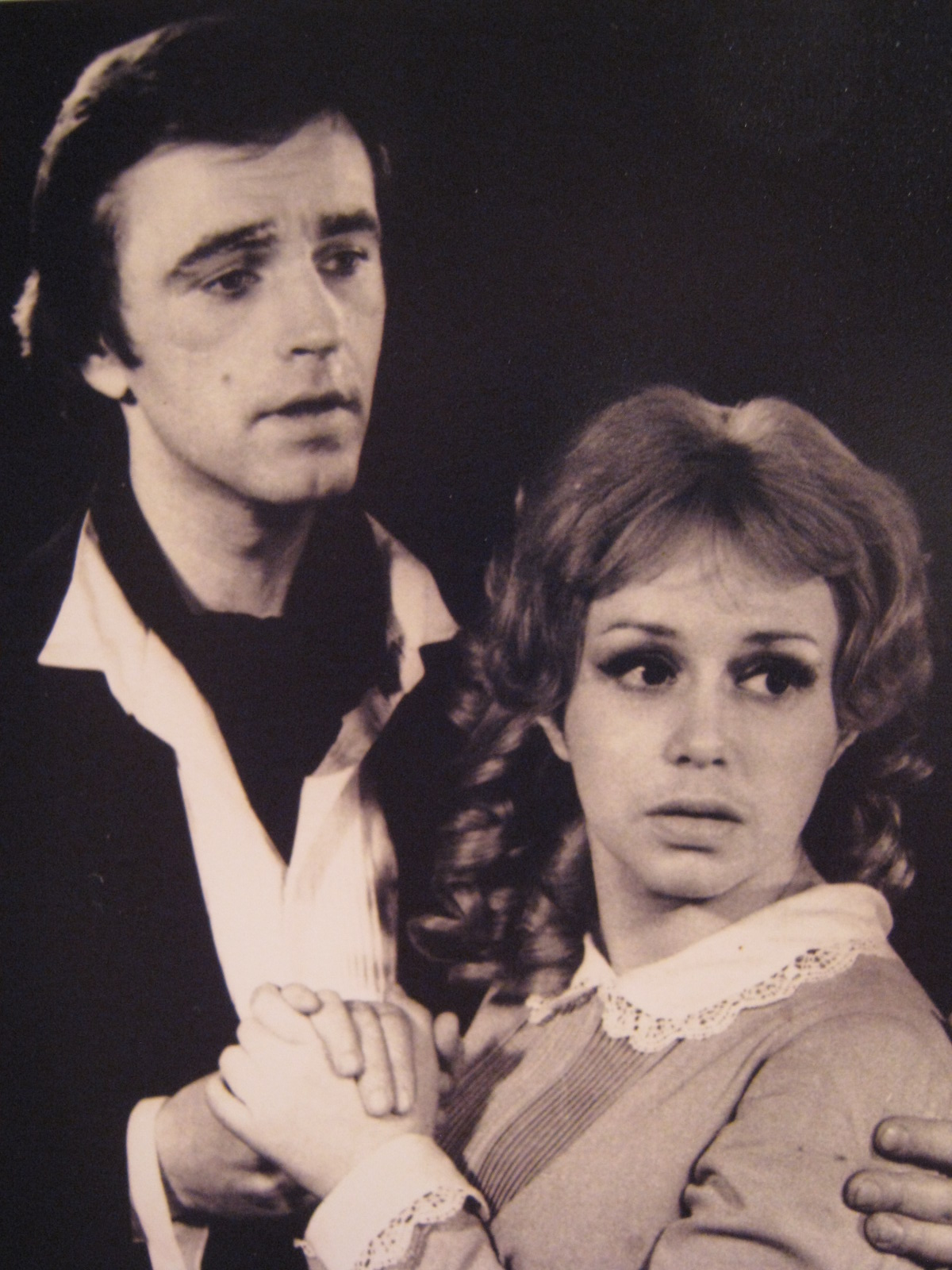
Алексей Арефьев в роли Артура, Татьяна Кудрявцева в роли Джим

Действие спектакля происходит в 30-е годы XIX века в Италии, оккупированной австрийцами. Духовник Карди (М. Уржумцев), узнав на исповеди о принадлежности юного Артура (А. Арефьев) к тайному обществу борцов за свободу и независимость «Молодая Италия», сообщает об этом австрийской жандармерии. Это приводит к аресту руководителя «Молодая Италия» Джованни Боллы. Друзья и любимая девушка Джим (Т. Кудрявцева) считают Артура предателем. В это же время Артур узнает, что священник Монтанелли (Р. Громадский), которого Артур почитал как образец всех добродетелей, давший обет целомудрия, — его настоящий отец. Потрясённый Артур бежит из дома.
Через тринадцать лет, пережив немало страданий, Артур возвращается во Флоренцию под именем журналиста Ривареса-Овода (М. Боярский). Джемма-Джим (В. Панина) не узнаёт Артура в изменившемся до неузнаваемости, покалеченном и заикающемся революционере Риваресе. А он в борьбе за свободу пытается поднять новое восстание, которое завершается неудачей. Ривареса арестовывают прямо в церкви, где заговорщики планировали захватить кардинала Монтанелли. Риварес мог бы спастись, если бы выстрелил в Монтанелли, преградившего ему путь к бегству, но Монтанелли — его отец, и Риварес опускает оружие, позволяя австрийским солдатам схватить себя.
В Риваресе кардинал узнаёт своего сына — Артура и пытается освободить его. Но Риварес требует слишком высокую цену за своё освобождение: отказ Монтанелли от сана и религии. Ривареса казнят. Не выдержав казни сына, Монтанелли умирает во время проповеди. Джим-Джемма получает предсмертное письмо Артура-Ривареса-Овода: «Я любил Вас, Джим, когда Вы были ещё нескладной маленькой девочкой, ходили в простеньком платьице с воротником и заплетали косичку. Я и теперь люблю Вас».
Весь роман невозможно было изложить в рамках рок-мюзикла, поэтому авторы остановились на теме верности идеалам свободы и теме преданной неразменной любви. Главный герой рок-мюзикла «Овод» существует в трёх образах. Это юный Артур (А. Арефьев) — доверчивый, чистый, исполненный веры в людей и трагически эту веру потерявший. Это Горбун (Р. Гумеров) — искалеченная душа Артура, память об унижениях, которые пришлось ему испытать, веселя публику в аргентинском цирке. И это Риварес-Овод (М. Боярский) — журналист, революционер, ощущающий себя «мечом разящим». Риварес хранит в себе память не только о Горбуне, но и о самом Артуре. Артур постоянно живёт в его воспоминаниях. Так же, как и глубоко спрятанная любовь к кардиналу Монтанелли — его отцу. Страстное неприятие религиозной миссии кардинала Монтанелли приводит Ривареса к отказу от человеческой привязанности. Методы борьбы Ривареса спорны, но стойкость и отвага, способность идти до конца по пути борьбы за справедливость — эти черты героя романа сохранены авторами рок-мюзикла. И не случайно в финале рок-мюзикла уже нет образа Горбуна. Душа Ривареса-Овода словно выпрямляется, и в памяти зрителя остаётся лишь образ юного Артура, утешающего отца, так страшно потерявшего сына, погибшего во имя людей, но не предавшего свою веру — веру в свободу от ложных идеалов и церковных догм, насилия и обмана.
Музыка «Овода» многообразна по характеру и широте: от скорбящей патетики, воплощающей трагический образ кардинала Монтанелли, до лирической задушевности, связанной с образом Джеммы, от гневного сарказма Ривареса, его отважной, яростной решимости до иронической интонации в изображении либеральных краснобаев. Высмеивая псевдоборцов за свободу Италии, авторы наделяют их гротесковыми, «оперными» партиями. Яркой музыкальной характеристикой отмечены образы гарибальдийцев-карбонариев и площадного народного цирка, комментирующего события.

## История создания
Драматург Алексей Яковлев по заказу Ленинградского государственного театра имени Ленинского комсомола написал инсценировку романа Этель Лилиан Войнич «Овод», которая пролежала в театре без применения два года.
В 1984 году в Ленинградский государственный театр имени Ленинского комсомола главным режиссёром был назначен Геннадий Егоров. Ориентируясь на привлечение в театр молодого зрителя Геннадий Егоров предложил Алексею Яковлеву поменять жанр будущего спектакля вместо драматического на музыкальный и пригласил композитора Александра Колкера написать музыку для рок-мюзикла «Овод».
По настоянию драматурга Алексея Яковлева главную роль молодого революционера Ривареса-Овода должен был исполнить Михаил Боярский, который к тому времени уже не работал в театре Ленсовета.
Участие в спектакле «Овод» — моя первая попытка попробовать свои силы на другой театральной площадке, с новым для меня режиссёром, с новыми партнёрами, без привычной «опоры».Михаил Боярский
С Михаилом Боярским был подписан контракт на исполнение роли Ривареса в пятидесяти спектаклях. В дальнейшем роль Ривареса исполнял актёр Рустем Гумеров.
Для создания декораций и костюмов Геннадий Егоров пригласил художника Ольгу Земцову. На огромной сцене Ленинградского государственного театра имени Ленинского комсомола художник создала лестницу-подиум с красными монументальными стенами католического собора, в которых был встроен световой занавес, позволяющий быстро менять место действия. При подъёме стен и заполнении их светом возникал световой католический орган.
В связи с финансовым планом театра репетиционный период спектакля был коротким — три месяца. Для постановки танцев рок-мюзикла был приглашён молодой балетмейстер Эдвальд Смирнов, который в сжатые репетиционные сроки поставил пластические номера не только основным героям, но и центральному персонажу — бродячему цирку. По замыслу постановщика Геннадия Егорова бродячий цирк зонгами, танцами, акробатическими номерами и песнями рассказывал зрителю историю Ривареса-Овода. Этот обобщённый образ бродячего цирка связал в спектакле контрастные по смыслу и настроению эпизоды и легко переносил зрителя то в храм, то на площадь.

## Действующие лица и исполнители

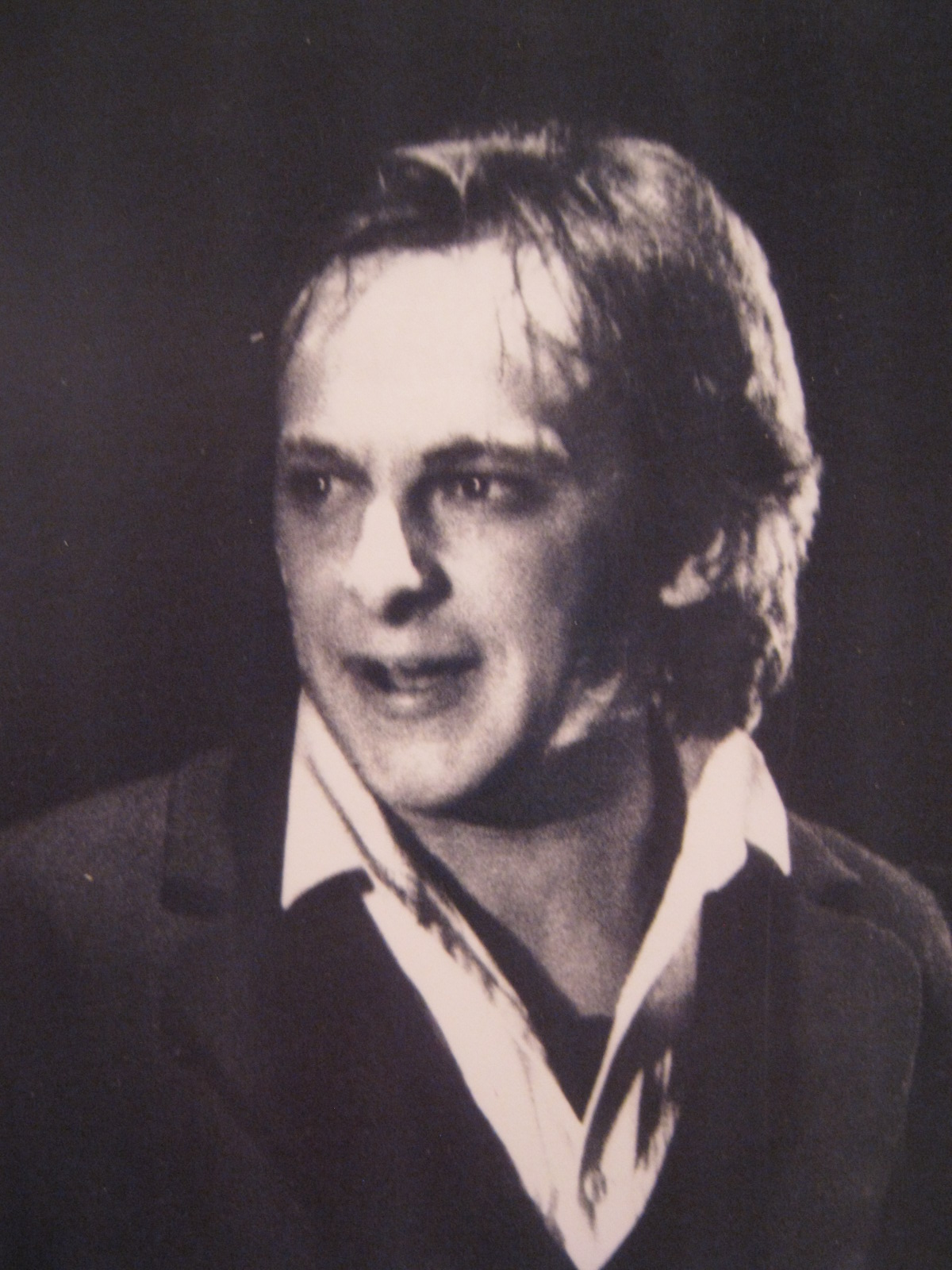
Рустем Гумеров в роли Ривареса

- Риварес (Овод) — Михаил Боярский, Рустем Гумеров
- Артур — Алексей Арефьев, Олег Куликович
- Горбун — Рустем Гумеров, Сергей Кузнецов, Игорь Арсеньев
- Джемма — Валентина Панина, Лариса Луппиан
- Джим (Джемма в юности) — Татьяна Кудрявцева
- Кардинал Монтанелли — Роман Громадский, Валерий Смирнов, Александр Малышев
- Мартини — Юрий Затравкин, Владимир Тыкке
- Грассини — Леонид Кудряшов, Игорь Арсеньев
- Галли — Андрей Ургант, Леонид Михайловский
- Риккардо — Вадим Гущин, Анатолий Дубанов
- Маркони — Юрий Фетинг, Олег Куликович
- Карди — Михаил Уржумцев, Лев Лемке
- Полковник Феррари — Юрий Оськин
- Сержант — Владимир Семёнов, Юрий Хохликов
- Конвой — Константин Анисимов, Константин Комаров, Михаил Малиновский, Юрий Оленников, Александр Семёнов, Дмитрий Соловьёв
- Цирк — Валентина Виноградова, Анастасия Власова, Наталья Ипатова, Ирина Конопацкая, Регина Лялейките, Надежда Мальцева, Анна Назарова, Ирина Основина, Ирина Смирнова, Юрий Вьюшин, Владимир Долгушин, Владимир Костюченков, Константин Комаров, Михаил Малиновский, Александр Малныкин, Александр Маслов, Владимир Некрасов, Дмитрий Соловьев, Виктор Сухоруков, Андрей Тенетко, Юрий Фетинг

## Создатели спектакля
- Постановщик — Геннадий Егоров
- Художник — Ольга Земцова
- Балетмейстер — Эдвальд Смирнов
- Музыкальные руководители — Александр Колкер и Юрий Воронцов
- Аранжировщик — Владимир Густов[9]
- Режиссёр — Владимир Тыкке
- Звукорежиссёр — Валерий Воскобойник
- Свет — Светлана Николаенко
- Помощник режиссёра — Анатолий Адрианов
- Заведующий художественно-постановочной частью — Игорь Крылов
- Консультант — доктор философских наук, профессор Николай Гордиенко

## Музыкальные номера
1. Вступление. Песня о двойниках
2. «Я, кардинал Монтанелли»
3. Джемма и Артур. Песня любви
4. «Вставай, Италия, вставай!»
5. Пощёчина. Ария Горбуна
6. Заговор
7. «Знакомьтесь, — Овод!»
8. Песенка про Папу
9. Портрет Ривареса
10. Предатель
11. Песня Горбуна
12. Диалог
13. «Истины глоток»
14. «Прости меня»
15. Тайная вечеря
16. Заключение
17. «Вот это цирк»
18. Сцена в храме
19. Диалог Ривареса и Монтанелли
20. «Ах, в Аргентине»
21. «А как же Овод?»
22. Диалог
23. Карди
24. «Ваш отец»
25. Диалог в тюремной камере
26. Прощание
27. «Усни, усни, любимый мой»
28. «Пли!»
29. «Я ослеп»
30. «Отче наш»[10]

## Аудиоверсия
В 1987 году был выпущен комплект из двух пластинок с записями музыкальных номеров спектакля Ленинградского государственного театра им. Ленинского комсомола под названием "Рок-мюзикл «Овод», винил фирмы «Мелодия».

## Гастроли
В октябре 1986 года Ленинградскому государственному театру им. Ленинского комсомола исполнилось 50 лет. Министерство культуры РСФСР в связи с юбилеем театра разрешило показать рок-мюзикл «Овод» в Москве в здании МХАТ на Тверском бульваре. Чтобы зрители смогли высказать своё мнение об увиденном, постановщик Геннадий Егоров и актёры-исполнители по окончании спектакля вместе со зрителями провели обсуждение рок-мюзикла.
Современен  ли Овод? Мнения высказываются разные. Но то, что после каждого спектакля в Ленинградском государственном театре имени Ленинского комсомола более тысячи зрителей в едином порыве встают и в течение довольно длительного времени не отпускают со сцены актёров, свидетельствует, что спектакль в целом удался. Острым и принципиальным было обсуждение спектакля в Москве, где в новом здании МХАТа им. Горького на Тверском бульваре, гастролировал в июле 1986 года ленинградский театр. В диспуте приняло горячее участие более тысячи зрителей.В.Т. Лисовский
Высокие нравственные идеалы героев, острый жанр рок-мюзикла и яркое театральное воплощение предопределили сценический успех спектакля «Овод», который был сыгран более 400 раз. Спектакль посмотрели зрители Ленинграда, Уфы, Казани, Днепропетровска, Запорожья, Череповца, Кемерово, Новокузнецка, Москвы.
Не часто в театре мы встречаемся с Театром. Привыкли к разговорам на сцене. Но, встретившись со зрелищем ярким, волнующим, испытав восторг сопричастности, начинаем понимать – вот, что такое Театр. «Овод» ленинградцев ценен стройным единством живописи, мизансцен, музыки, танцев, зонгов. Успех был большой, потому что мюзикл не нарушив логику, сохранил романтический пафос произведения.Т. Тюрина

## Отзывы
Сочетание героико-романтической темы спектакля и молодёжного жанра рок-мюзикл привлекло внимание критиков и прессы к постановке ещё задолго до выпуска спектакля и вызвало множество споров и публикаций. За два месяца до первого показа спектакля зрителю в газете «Советская Россия» в рубрике «Разговор перед съездом» была напечатана статья художественного руководителя Ленинградского академического театра драмы им. А. С. Пушкина народного артиста СССР Игоря Горбачёва под названием «Современный театр: традиции и мода», в которой на примере будущего спектакля Ленинградского театра им. Ленинского комсомола «Овод» резко осуждалось создание спектакля в жанре рок-мюзикла. Через три дня после публикации статьи художественный руководитель Ленинградского академического театра драмы им. А. С. Пушкина Игорь Горбачёв принес письменные извинения главному режиссёру Ленинградского государственного театра им. Ленинского комсомола Геннадию Егорову.
Премьера рок-мюзикла «Овод» состоялась на сцене Ленинградского государственного театра имени Ленинского комсомола 30 декабря 1985 года. После первых показов спектакля и возрастающего внимания зрителей к нему в прессе появились статьи, оправдывающие использование жанра рок-мюзикл в постановке «Овода».
Этот спектакль, конечно же, надо оценивать прежде всего как произведение музыкального жанра. Обращаясь к произведению литературы, композитор и либреттист, естественно, не могут произвести его во всех деталях, но они способны взять самое главное и дать высокое обобщение. В этом смысле для меня прочтение авторами «Овода» оказалось убедительным.Э. Фрадкина
Видеть огромный зрительный зал театра имени Ленинского комсомола забитым до отказа на каждом представлении «Овода» - это не частая радость.Э. Яснец
18 апреля 1986 года в печатном органе ЦК КПСС газете «Правда» была напечатана разгромная статья «Вокруг „Овода“», в которой кандидат искусствоведения М. Дмитревская критиковала актёров и создателей спектакля за неразвитый вкус и неоправданную экзальтацию, назвав постановку «дешёвой подделкой». Критика спектакля в главной газете страны лишь подогрела огромный интерес к нему. Билеты на «Овод» спрашивали уже на далеких подступах к театру.

## Признание
Геннадий Егоров был удостоен премии Ленинградской областной комсомольской организации «за постановку спектаклей последних лет в театре имени Ленинского Комсомола» (1986).